# 南部海人
南部 海人（なんぶかいと、1998年8月21日 - ）は、日本の舞台俳優、ダンサー、歌手。神奈川県出身。ダンス&ボーカルグループSeven Deuceのメンバー。ダンスクリエイティブパフォーマンスグループSOUND P@RKのメンバー。

## 人物
- 容貌からハーフや海外出身と勘違いされることもあるが、本人両親ともに日本出身である。
- 趣味はファッションアイテムの収集リメイク、デザイン、料理、人間観察。
- フードイベントに興味があり、食品衛生責任者の資格を取得した。

## 略歴
- 2015年～2017年 EXPG#横浜校特待生。EXILE generationsとしてLDHアーティストのLive、MV、CM、テレビ番組などに多数出演
- 2017年前後にEXPG横浜校生と共にダンスクリエイティブパフォーマンスグループSOUND P@RKに加入
- 2018年～2019年 ダンス&ボーカルグループFAUSTのメンバーとして活動
- 2019年より舞台俳優として活躍
- 2023年よりダンス&ボーカルグループSeven Deuceのリーダーとして活躍。TV番組「Powered by TV ～元気ジャパン～」のメンズグループ結成プロジェクトの2023年11月11日放送回[1]に初登場し、2024年1月14日放送回[2]にてデビューメンバーに選出される

## 出演

### 舞台・ミュージカル

#### 2019年
- 『ヒプノシスマイク-Division Rap Battle-』Rule the Stage -track.1-（2019年11月15日 - 12月1日、品川プリンスホテル ステラボール) - 狐久里梁山 役[3]

#### 2020年
- 『イナズマイレブン_アレスの天秤』THE STAGE～疾風迅雷～ （2020年5月1日 - 5月31日、Mixalive TOKYO Club Mixa）-  豪炎寺修也 役）※全公演中止[4]

#### 2021年
- 『ヒプノシスマイク-Division Rap Battle-』Rule the Stage -Flava Edition- （2021年6月11日 - 13日・18日 - 20日、Mixalive TOKYO Club Mixa）-  狐久里梁山 役[5] [6]
- 『ヒプノシスマイク-Division Rap Battle-』Rule the Stage -Battle of Pride-（2021年8月14日・15日、丸善インテックアリーナ大阪 / 8月24日・25日、ぴあアリーナMM）- 狐久里梁山 役[7]
- ゆがんだめんめん（2021年11月24日～28日、六行会ホール）[8] [9]

#### 2022年
- ミュージカル「ロミオの青い空」（2022年3月31日 - 2022年04月3日、東京建物 Brillia HALL）- ダンテ 役[10]
- 『ヒプノシスマイク -Division Rap Battle-』Rule the Stage ≪Mix Tape1≫ （2022年7月14日 - 18日、東京ドームシティホール）※全公演中止[11]
- 『ヒプノシスマイク -Division Rap Battle-』Rule the Stage ≪Rep LIVE side F.P≫（2022年8月3日、Zepp Nagoya） - 狐久里梁山 役[12]
- Water Rand 2022（2022年08月07日、⻘海R地区）、Super Men's Collection in JAPAN [13] [14]
- 新感覚恋愛×マーダーミステリー劇『Love Letter for You』（2022年09月04日13:00公演、EX THEATER ROPPONGI） - 山田凛 役 [15] [16] [17]
- おぶちゃ5周年記念公演 「葬送曲」（2022年09月28日-2022年10月2日、中目黒キンケロ・シアター） - リョウヘイ 役[18]

#### 2023年
- 『ヒプノシスマイク -Division Rap Battle-』Rule the Stage《Rep LIVE side Rule the Stage Original》（2023年8月9日 - 13日、品川プリンスホテル ステラボール）- 狐久里梁山 役[19]
- 『ヒプノシスマイク ‐Division Rap Battle-』Rule the Stage -Battle of Pride2023-（2023年9月3日、大阪城ホール/ 9月7日 - 10日、ぴあアリーナMM）- 狐久里梁山 役[20]

#### 2024年
- タクラボ第２弾『WHAT A WONDERFUL LIFE！ー素晴らしきかな人生ー』（2024年1月9日 - 2024年1月14日、シアターサンモール） - 三樹夫 役[21]

#### 2025年
- 『ヒプノシスマイク -Division Rap Battle-』Rule the Stage ≪Mix Tape1 Revenge≫ （2025年7月11日 - 27日、品川プリンスホテル ステラボール) - 狐久里梁山 役[22]
- 『ヒプノシスマイク -Division Rap Battle-』Rule the Stage《Hypnosis Delight Fes.》（2025年10月25日・26日〈予定〉、Kanadevia Hall）- 狐久里梁山 役[23]

### ドラマ
- カメラを止めるな!#ハリウッド大作戦!（2019年3月2日、AbemaTV独占配信後にシネマ・ロサ等で期間限定上映）
- 我が家のヒミツ（2019年3月24日、NHK BSプレミアム） - 第4回
- ガラパゴス_(小説)#テレビドラマ（2023年2月6日および13日、NHK BSプレミアム）

### 映画
- 一粒の麦 荻野吟子の生涯（2019年、現代ぷろだくしょん） - 医学生伊藤役

### CM
- 江崎グリコ 「ポッキー」 三代目J Soul Brothersシェアハピ恋愛編（2016年）
- ソードアート・オンライン×モンスト 「SAO×モンストコラボ記念 二刀流スマホケース」（2018年）[24]
- ローソン 「サマーチキンフェス篇」（2019年）[25]
- ローソン 「悪魔のおにぎり篇」（2019年）[26]